# Bawdeswell
Bawdeswell är en ort och civil parish i Storbritannien.   Den ligger i grevskapet Norfolk och riksdelen England, i den sydöstra delen av landet, 160 km nordost om huvudstaden London. Bawdeswell ligger 44 meter över havet och antalet invånare är 828.
Terrängen runt Bawdeswell är platt. Runt Bawdeswell är det ganska tätbefolkat, med 116 invånare per kvadratkilometer. Närmaste större samhälle är East Dereham, 9,4 km sydväst om Bawdeswell. Trakten runt Bawdeswell består till största delen av jordbruksmark.